# 亞馬遜河駝背脂鯉
亞馬遜河駝背脂鯉（学名：Cyphocharax mestomyllon），為輻鰭魚綱脂鯉目脂鯉亞目無齒脂鯉科的其中一個種，分布於南美洲黑河流域，體長可達4.2公分，棲息在河川中底層水域，生活習性不明。